# Varanus keithhornei
Varanus keithhornei är en ödleart som beskrevs av Wells och Wellington 1985. Varanus keithhornei ingår i släktet Varanus och familjen Varanidae. Inga underarter finns listade i Catalogue of Life.
Arten förekommer på Kap Yorkhalvön i delstaten Queensland i Australien. Honor lägger ägg.